# Silbermond

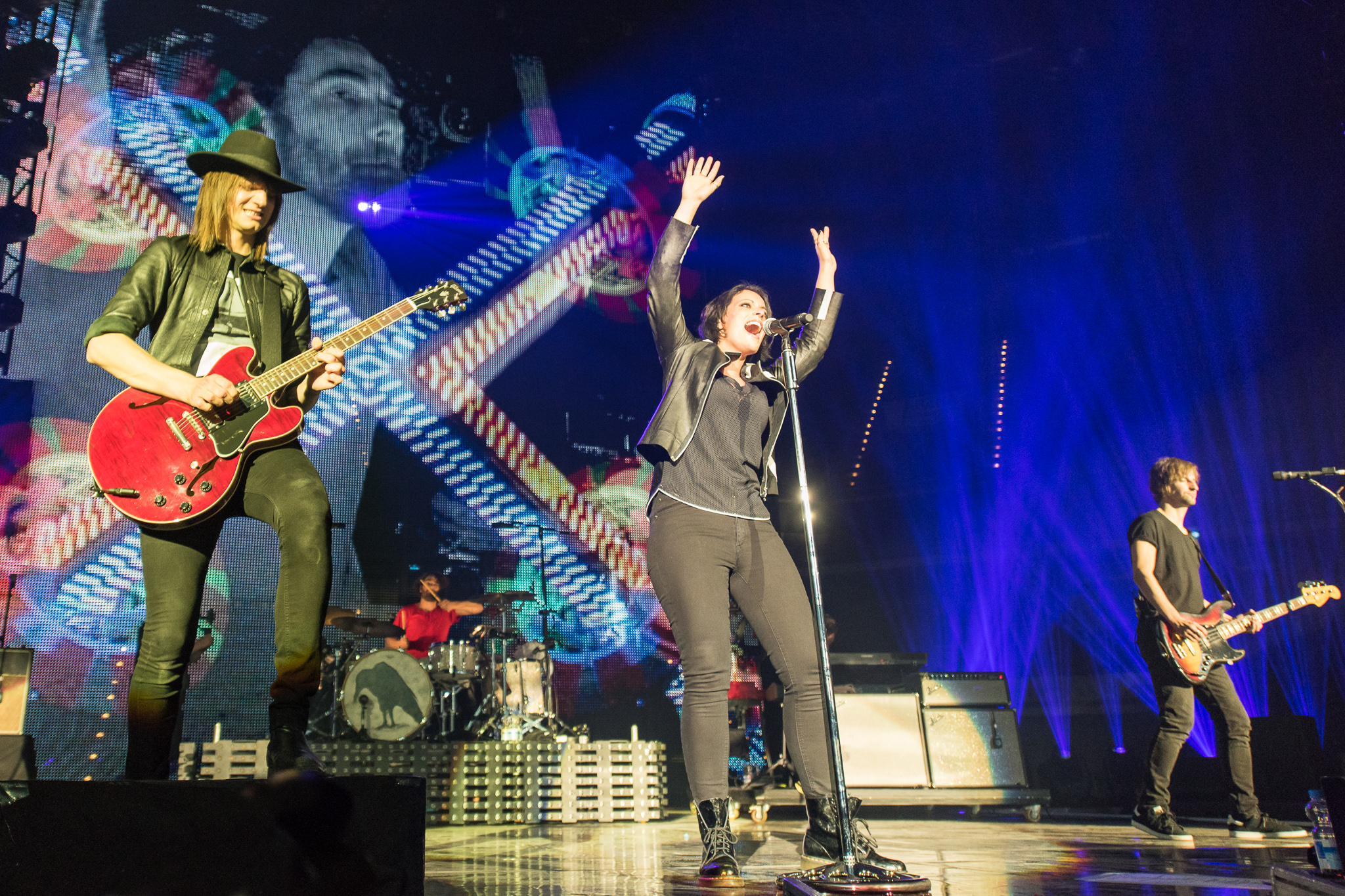
Silbermond - 2016

Silbermond (tyska för "Silvermåne") är ett tyskt rockband från Bautzen i Sachsen. Bandet består av Stefanie Kloß, Andreas Nowak och Johannes och Thomas Stolle.

## Bakgrund
I April 2006, lanserade Silbermond sitt andra album Laut gedacht. Albumet debuterade som #1 på de tyska och österrikiska albumlistorna och gjorde succé med ytterligare en topp-10-låt, albumets hitsingel Unendlich. Albumets andra singel, Meer Sein misslyckades att komma bland topp-30, albumets tredje singel, Das Beste, som gavs ut Oktober 2006, blev bandets första #1-singel.

## Diskografi
- Verschwende deine Zeit, 2004
- Laut gedacht, 2006
- Nichts passiert, 2009